# Matrose (Dienstgrad)
Der Matrose ist in vielen Marinestreitkräften ein Soldat im niedrigsten Dienstgrad.

## Etymologie
Die Bezeichnung „Matrose“ (englisch: Seaman oder Seaman recruit) leitet sich vom mittelhochdeutschen Mazgenoze her, was eine Zusammensetzung der Wörter Maz („Mahl“) und Genoze („Genosse“) ist. Der ähnlich bezeichnete „Moses“ war das jüngste, ungelernte Mitglied einer Schiffsbesatzung in Ausbildung. Er wurde auch Schiffsjunge oder nach mehr als 6 Monaten Seezeit Leichtmatrose oder Ordinary Seaman genannt.

## Bundeswehr
Der Dienstgrad Matrose wird durch den Bundespräsidenten mit der Anordnung des Bundespräsidenten über die Dienstgradbezeichnungen und die Uniform der Soldaten auf Grundlage des Soldatengesetzes festgesetzt.

### Trägergruppe
Marineuniformträger führen – soweit sie als Angehörige einer Sanitätslaufbahn nicht den Dienstgrad Sanitätssoldat führen – im niedrigsten Dienstgrad die Dienstgradbezeichnung „Matrose“.

### Äquivalente und übergeordnete Dienstgrade
Der Matrose entspricht dem Dienstgrad Jäger, Funker, Panzergrenadier usw. (→ vgl. hier) anderer Bereiche der Bundeswehr. Sammelbezeichnung für alle diese niedrigsten Dienstgrade ist häufig die Bezeichnung „Soldat“. In den Streitkräften der NATO ist der Matrose zu allen Dienstgraden mit dem NATO-Rangcode OR-1 äquivalent. In der Laufbahngruppe der Mannschaften ist ein Matrose gemäß ZDv 20/7 unter dem ranghöheren Gefreiten eingeordnet.
| Mannschaftsdienstgrad |         |                    |
| Niedrigerer Dienstgrad |         | Höherer Dienstgrad |
| - | Matrose | Gefreiter          |
| Dienstgradgruppe: Mannschaften – Unteroffiziere o.P. – Unteroffiziere m.P. – Leutnante – Hauptleute – Stabsoffiziere – Generale |         |                    |

## Nationale Volksarmee bis 1990
Der vergleichbare Dienstgrad in der NVA der DDR war der Matrose (OR-1) der Volksmarine.

## Kriegsmarine bis 1945
Der vergleichbare Dienstgrad in der Kriegsmarine der Wehrmacht war ebenfalls der Matrose (OR-1).
Mannschaftsränge Kriegsmarine bis 1945
- Matrose
- Matrosengefreiter
- Matrosenobergefreiter
- Matrosenhauptgefreiter
- Matrosenstabsgefreiter
- Matrosensoberstabsgefreiter